# Rage Valley
Rage Valley – drugi minialbum australijskiej grupy muzycznej Knife Party, tworzącą muzykę z pogranicza electro house i dubstepu. Został wydany 27 maja 2012 roku na Beatport i 3 czerwca 2012 na iTunes. Do utworu "Centipede" nakręcono teledysk, którego premiera miała miejsce dnia 8 sierpnia 2012 roku.
Utwór "Bonfire" został użyty w serialu Breaking Bad w odcinku "Breaking Bad".

## Lista utworów
1. "Rage Valley" - 4:59
2. "Centipede" - 4:06
3. "Bonfire" - 4:32
4. "Sleaze" (feat. MistaJam) - 4:33